# Tucsek Edit
Tucsek Edit (Barcs, 1965. augusztus 26. –) magyar táncosnő.

## Élete
A Pécsi Művészeti Középiskola tánc szakán tanult. 1983-ban a Rock Színházban kezdte pályáját, 1996-ban a Budapesti Operettszínházhoz szerződött át, ahol azóta a musical-előadások közreműködője.

## Családja
Férje Földes Tamás színész volt, lányuk Földes Eszter színésznő.

## Szerepei
- Leonard Bernstein: West Side Story — Consuelo
- Dolly Roll: Egy tenyér, ha csattan
- Fényes Szabolcs: A kutya, akit Bozzi úrnak hívtak — Cukrászné
- Jerry Hermann: Hello, Dolly! —
- John Kander: Chicago — Annie
- Kocsák Tibor: Abigél — Erzsébet testvér
- Kocsák Tibor: Anna Karenina —
- Kocsák Tibor–Kemény Gábor: A krónikás (tánc)
- Sir Andrew Lloyd Webber: Evita
- Alan Menken: Rémségek kicsiny boltja —
- Miklós Tibor (szerk.): Musical Musical
- Szakcsi Lakatos Béla: A bestia — Tücsök
- Várkonyi Mátyás: A bábjátékos
- Várkonyi Mátyás: Sztárcsinálók
- Várkonyi Mátyás: Dorian Gray — Xénia